# 富山市天文台
富山市天文台（とやましてんもんだい、Toyama Astronomical Observatory）は、富山県富山市三熊にあった富山市科学博物館付属の公開天文台であった。本館である富山市科学博物館は富山市市街地の西中野町にあり当天文台とは離れていた。
2018年（平成30年）9月から休館が続いていたが、2021年（令和3年）3月31日に廃止となった。

## 歴史
初代天文台は、1956年（昭和31年）に富山市の呉羽山に開設された、全国の公開天文台では3番目に古い天文台であった。当時の公開天文台では国内有数の口径40cm反射式天体望遠鏡、口径25cmのシュミットカメラ、ビデオカメラなどを備え、天体撮影を全国に先がけて行なってきたが、街の都市化により周りが明るくなったこと、天体望遠鏡および施設の老朽化などにより、より市街地から離れた「とやま古洞の森自然活用村」の野鳥の園内に、鉄筋コンクリート造りで、開館時日本最大級の口径100cm反射式天体望遠鏡を持つ天文台を新たに建設し、1997年（平成9年）7月19日に開館した。
なお、口径40cm反射式天体望遠鏡は1954年（昭和29年）に、富山市で開かれた富山産業大博覧会の「天体の変化館」に設置されたもので、博覧会閉幕後に前富山市役所屋上にドームと共に移設、その後初代天文台開設に伴い移設されたものである。

### 長期休館
天文台は2018年（平成30年）9月より長期休館をしいられている。同年9月に日本に上陸した台風21号や長雨の影響で、天文台と駐車場をむすぶ遊歩道の一部が陥没し通行不能となり休館となったが、2019年度中をめどに遊歩道の修復にかかり、2020年（令和2年）3月に復旧した。しかし、その間、天文台に設置されている天体望遠鏡の自動追尾機器の故障がわかり、修理に1億円以上かかることも判明した。
また、新天文台を別の場所で建設する計画「天体観測室設置・プラネタリウム更新基本計画」を富山市の教育委員会が、2018年（平成30年）12月に公表したことも、修理の妨げの一つとなり再開がおくれている原因となっていると指摘されていた。

### 廃止へ
2020年（令和2年）12月8日、富山市は市天文台について再開せずに廃止する方針を示した。国内最大級の望遠鏡を保有するも来館者数はピーク時の半分以下の年間7千人前後になっており費用対効果の点から廃止されることになった。2021年（令和3年）3月31日に廃止。富山市教育委員会では城南公園（富山市西中野町）か富山城址公園に望遠鏡を設置した30〜40人収容の代替施設を設置する方針である。

## 設備

### 天体観測室（４階）
天体望遠鏡
- 口径1.0m反射式天体望遠鏡（17等星まで観測可能）[2]
  - 製造者：アメリカ コントラベス社[5]（日本では2番目の導入）[2]
  - 有効口径：1000mm(1.0m)
  - 光学系：ナスミス式[5]
  - 観測装置：冷却式CCDカメラ、分光器、カラーCCDビデオカメラ[5]

コンピューターによる星の選択と焦点合わせならびに、自動追尾が可能。
接眼部は2箇所あり、2人同時に天体を見ることができる。接眼部1箇所は高さ調整可能。

### 展示室など
- 星空の部屋（1階）

ドーム型の屋根に約2,400本の光ファイバーを用い星空を表現し、職員が解説を行なっている。なおプラネタリウムではないため星は動かない。（プラネタリウムは富山市科学博物館に設置）
- 天文展示コーナー（2階）

本物の隕石に触れたり、ビデオによる惑星の紹介、コンピュータで天文について楽しく学べる。
- 野鳥観察コーナー（2階）

前述のとおり天文台が「とやま古洞の森」の野鳥の園内にあり、多くの野鳥を観察できるため双眼鏡が用意されており、森に約80種生息する野鳥を観察できる。
- 屋上（3階）

天体観測会や七夕会などを開催。

## 開館時間および観覧料
開館時間
- 日曜から火曜日 午前10時から午後5時30分まで（入館は午後5時まで）
- 水曜から土曜日 午後1時から午後9時30分まで（入館は午後9時まで）

休館日
- 年末年始（12月28日～1月4日）臨時休館の場合あり

観覧料
2017年4月1日より、高校生以下は無料となった。
- 大人 210円、高校生以下無料、市内在住70歳以上無料。
- 土曜日はカップル無料。その他各種割引及び無料入館の制度あり[6]。

## アクセス
- 路線バス
  - あいの風とやま鉄道呉羽駅より呉羽いきいきバス老田・古沢・池多ルート（古洞の森・三熊経由便）乗車、古洞の森バス停下車後徒歩約20分。（日曜日・祝日・お盆期間の8月13日-16日は運休、土曜日は運行本数が減少するため注意）
- 自家用車・タクシー
  - 無料駐車場より徒歩約12分